# Snow in Paradise
Snow in Paradise es una película de suspenso británica de 2014 dirigida por Andrew Hulme y coescrita por Hulme y Martin Askew, quienes también coprotagonizan la película. Se proyectó en la sección Un certain regard del Festival Internacional de Cine de Cannes de 2014. La película tuvo su estreno en el Reino Unido en el Curzon Soho como parte del Festival de Cine de Londres.

## Sinopsis
El pequeño delincuente Dave vive en Londres, involucrado con el crimen y las drogas. Después de que un atraco que salió mal provoca la muerte de su mejor amigo, recurre al Islam para encontrar paz a sus sentimientos de vergüenza y remordimiento, pero pronto su vida pasada vuelve para atormentarlo.

## Reparto
- Frederick Schmidt como Dave
- Martin Askew como el tío Jimmy
- David Spinx como Micky
- Aymen Hamdouchi como Tariq
- Daniel Godward como viejo gánster
- Claire-Louise Cordwell como Teresa
- Amira Ghazalla como la Sra. Anwar
- Ashley Chin como Amjad
- Joel Beckett como Kenny
- Clive Brunt como Lee
- John Dagleish como Tony
- Adam Nagaitis como Gravesy

## Estreno
La película fue estrenada en el Reino Unido el 13 de febrero de 2015.